# ROC TOP
Het ROC TOP was een regionaal opleidingscentrum, opgericht in 2012, met vestigingen in Amsterdam en Almere. Er studeren per jaar ongeveer 5.000 mbo-cursisten. De school heeft 500 medewerkers, verdeeld over 9 vestigingen.

## Geschiedenis
ROC TOP maakte tot 2012 deel uit van de Amarantis Onderwijsgroep, een groep van 55 scholen in de regio's Amersfoort, Amsterdam, Utrecht, Almere en Zaandam. Vanwege grote financiële problemen viel dit conglomeraat uiteen.
De Amarantis Onderwijsgroep was in 2006 gevormd door fusie van de Interconfessionele Onderwijsgroep Amsterdam (ISA) en het ROC ASA, twee onderwijsinstellingen voor respectievelijk voortgezet onderwijs (vo) en middelbaar beroepsonderwijs (mbo).
De naam ROC ASA stond voor Regionaal Opleidingen Centrum Amsterdam- ‘t Sticht- Amersfoort, en was een algemeen christelijk roc voor beroepsonderwijs. Het ROC ASA had in 2002 locaties in Amsterdam, Utrecht, Amersfoort en Leusden, en bestond uit 15 mbo-colleges met 14.000 leerlingen.
Na de opsplitsing in 2012 werd het ROC ASA verdeeld in drie mbo-scholen: ROC TOP, MBO Amersfoort en MBO Utrecht.
ROC TOP is sinds 1 januari 2024 onderdeel van het ROC van Amsterdam geworden, om zo als kleinere school het hoofd boven water te kunnen houden en op lange termijn door te kunnen gaan. Het ministerie van Onderwijs bekostigde de fusie met een bedrag van ruim twintig miljoen euro.